# Carbacanthographis crassa
Carbacanthographis crassa är en lavart som först beskrevs av Johannes Müller Argoviensis, och fick sitt nu gällande namn av Staiger & Kalb. Carbacanthographis crassa ingår i släktet Carbacanthographis och familjen Graphidaceae.   Inga underarter finns listade i Catalogue of Life.